# كين لوتش
كين لوتش (بالإنجليزية: Ken Loach)‏(مواليد 17 يونيو 1936) مخرج تلفزيوني وسنيمائي بريطاني عرف باشتراكيته التي لها أثر واضح بعض أفلامه، ومن المدافعين عن القضية الفلسطينية ودعى لمقاطعة إسرائيل.

## روابط خارجية
- كين لوتش على موقع IMDb (الإنجليزية)
- كين لوتش على موقع الموسوعة البريطانية (الإنجليزية)
- كين لوتش على موقع مونزينجر (الألمانية)
- كين لوتش على موقع قاعدة بيانات الأفلام العربية
- كين لوتش على موقع ألو سيني (الفرنسية)
- كين لوتش على موقع ميوزك برينز (الإنجليزية)
- كين لوتش على موقع تيرنر كلاسيك موفيز (الإنجليزية)
- كين لوتش على موقع أول موفي (الإنجليزية)
- كين لوتش على موقع قاعدة بيانات الأفلام السويدية (السويدية)
- كين لوتش على موقع إن إن دي بي (الإنجليزية)